# Atletismo nos Jogos Pan-Americanos de 1995 - Lançamento de dardo masculino
A prova do lançamento de dardo masculino' nos Jogos Pan-Americanos de 1995 foi realizada em 21 de março no Estádio Atlético "Justo Roman".

## Medalhistas
| Ouro                       | Prata                      | Bronze                        |
| Emeterio González CUB Cuba | Edgar Baumann PAR Paraguai | Todd Riech USA Estados Unidos |

## Final
| Posição           | Nome               | Nacionalidade      | Marca | Notas |
| ----------------- | ------------------ | ------------------ | ----- | ----- |
| Medalha de ouro   | Emeterio González  | CUB Cuba           | 79.28 |       |
| Medalha de prata  | Edgar Baumann      | PAR Paraguai       | 78.70 |       |
| Medalha de bronze | Todd Riech         | USA Estados Unidos | 77.82 |       |
| 4                 | Ovidio Trimiño     | CUB Cuba           | 76.76 |       |
| 5                 | Rodrigo Zelaya     | CHI Chile          | 74.18 |       |
| 6                 | Ed Kaminski        | USA Estados Unidos | 72.30 |       |
| 7                 | Rigoberto Calderón | NCA Nicarágua      | 69.58 |       |
| 8                 | Mauricio Silva     | ARG Argentina      | 65.68 |       |